# Дубровка (Серебрянське сільське поселення)
Дубровка (рос. Дубровка) — присілок у Лузькому районі Ленінградської області Російської Федерації.
Населення становить 0 осіб. Належить до муніципального утворення Серебрянське сільське поселення.

## Історія
Згідно із законом від 28 вересня 2004 року № 65-оз належить до муніципального утворення Серебрянське сільське поселення.

## Населення
| 1862 | 1997 | 2007 | 2010 |
| ---- | ---- | ---- | ---- |
| 36   | ↘1   | ↘0   | →0   |